# Weiher (Hersbruck)

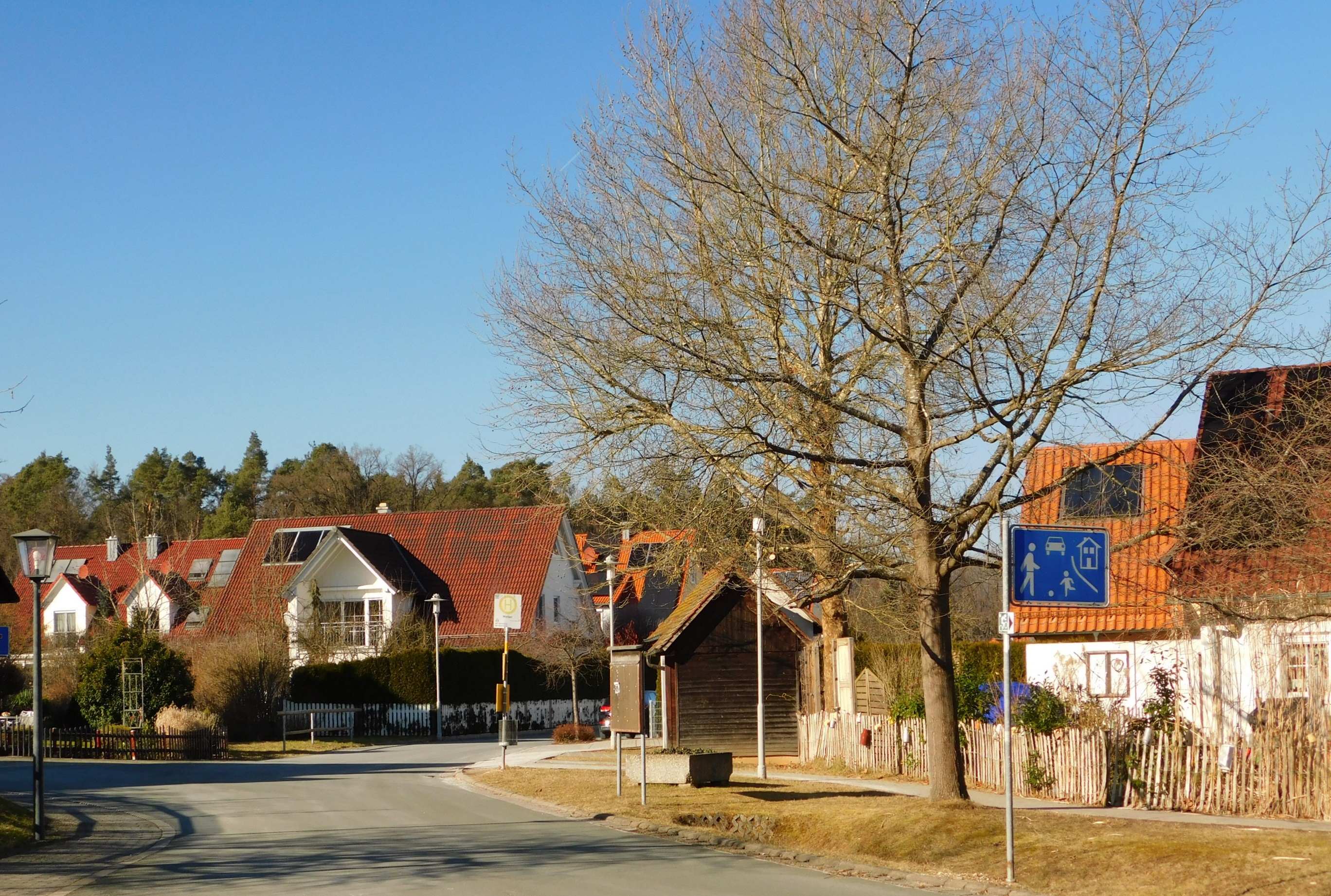
Bushaltestelle von Weiher

Weiher ([ˈvaɪ̯ɐ] ⓘ)  ist ein Gemeindeteil Stadt Hersbruck im Landkreis Nürnberger Land (Mittelfranken, Bayern). Weiher liegt in der Gemarkung Ellenbach.

## Geografie
Das Dorf liegt am Weiherbach südlich des Reschenbergs (494 m ü. NHN), einer bewaldeten Erhebung der Hersbrucker Alb. Eine Gemeindestraße führt zum Industriegebiet Hersbruck südlich der Pegnitz (0,3 km nordöstlich). Im Ort gibt es eine Linde, die als Naturdenkmal ausgezeichnet ist.

## Geschichte
Die Ursprünge von Weiher gehen auf einen Bauernhof zurück, der im Jahr 1267 erstmals erwähnt wurde. Nach dem Landshuter Erbfolgekrieg von 1504/05 gehörte Weiher für drei Jahrhunderte zum Landgebiet der Reichsstadt Nürnberg und wurde in dieser Zeit von dessen Pflegamt Engelthal verwaltet. Dieses übte die Dorf- und Gemeindeherrschaft über den Ort aus, wohingegen die Hochgerichtsbarkeit in den Zuständigkeitsbereich des Pflegamtes Hersbruck fiel.
Mit dem Gemeindeedikt (frühes 19. Jahrhundert) wurde Weiher dem Steuerdistrikt Henfenfeld und der Ruralgemeinde Ellenbach zugewiesen.  Im Zuge der Gebietsreform in Bayern wurde Weiher am 1. Januar 1972 nach Hersbruck eingegliedert.

## Baudenkmäler
In Weiher gibt es drei Baudenkmäler, darunter ein aus dem 18. Jahrhundert stammendes ehemaliges Wohnstallhaus.